# Острови Кука на літніх Олімпійських іграх 2020
Острови Кука на літніх Олімпійських іграх 2020 представляли шість спортсменів у трьох видах спорту. Спочатку заплановані на 24 липня - 9 серпня 2020 року, Ігри були перенесені на 23 липня - 8 серпня 2021 року через пандемію COVID-19. Це була дев'ята поспіль участь країни в літніх Олімпійських іграх.